# مووی‌استار
مووی‌استار (انگلیسی: Movistar) شرکت مخابرات اسپانیایی است، که در سال ۱۹۹۵ تأسیس شد و هم‌اکنون زیرمجموعه شرکت تلفونیکا می‌باشد.